# Degetul mijlociu (gest)
În occident, arătarea degetului mijlociu (cu sensul de a arăta cuiva degetul mijlociu) este un cunoscut gest obscen făcut prin întinderea degetului mijlociu (care este cel mai lung dintre degetele mâinii), în timp ce celelalte degete sunt strânse mai mult sau mai puțin. Degetul mijlociu reprezintă în acest caz organele genitale masculine, de unde vine denumirea lui latină digitus impudicus sau digitus infamus. O variație cunoscută include întinderea degetului mare, care semnifică "du-te dracului".

## Origini
Originile acestui gest sunt speculative, și posibil, de mii de ani. Este identificat ca digitus impudicus ("deget indecent") în scrierile romane antice și se fac trimiteri la folosirea degetului în comedia greacă antică „Norii” de Aristofan. Acolo este definit ca un gest menit să insulte alte persoane. Utilizarea pe scară largă a degetului în multe culturi este datorată influențelor geografice ale Imperiului Roman și Civilizației greco-romane. O altă posibilă origine a acestul gest poate fi găsit în primul secol din lumea mediteraneană, în care extinderea digitus impudicus-ului a fost una din multele metode de a distrage atenția față de amenințarea deochiului.